# Kaukab (Hama)
Kaukab (arab. كوكب) – miejscowość w Syrii, w muhafazie Hama. W 2004 roku liczyła 1639 mieszkańców.